# 田村宗季
田村 宗季（たむら むねすえ）は、南北朝時代の武将、田村庄司氏の当主、守山城主。

## 経歴
『古今著聞集』巻20によると陸奥国田村郷について「此所は、前刑部大輔仲能朝臣が領になむ侍るなり」とある。このことから、田村仲能の子孫ではないかと考えられているが確かなことは不明である。仲能は藤原秀郷から9代目の田村伊賀字仲教の子で、鎌倉幕府の評定衆となっている。また、『太平記』に元弘の乱での活躍が記されている人物である。
延元4年（1339年）5月4日、北畠親房より田村荘の庄司に任命される。宗季の庄司への任命は前庄司が北畠顕家に従軍して戦死したためである、と『仙道田村荘史』では推定している。
正平2年/貞和3年（1347年）北朝の大攻勢により、7月13日には岩色城、22日藤田城、25日川俣城、9月には宇津峰城、霊山城も攻撃を受け落城し、北畠顕信は北奥に奔った。
正平5年/観応元年（1350年）観応の擾乱が起き、奥羽では北朝内で、畠山国氏と吉良貞家が争い北朝の勢いが一時的に減衰する。この機に、田村宗季らは宇津峰城を奪回する。
正平6年/観応2年（1351年）田村宗季は伊達宗遠と共に武石、相馬軍を、破り陸奥国府多賀城を攻略し、守永親王や北畠守親を入城させた。また、出羽から根城の南部氏と共に南下して来た北畠顕信と合流した。
しかし、正平7年/観応3年（1352年）3月、多賀城は吉良軍によって奪回された。南朝方は宇津峰城で籠城を続けたが正平8年文和2年（1353年）5月宇津峰城は落城し、奥州の南朝方の勢力は失墜した。
その後も田村庄司家は一定の勢力を維持したが田村則義・清包父子のとき小山義政の乱が起こった。義政の遺児若犬丸を匿い、関東公方足利氏満に反旗を翻した（田村庄司の乱）。応永3年（1396年）、鎌倉公方足利氏満が率いる討伐軍によって叛乱軍は四散し、田村庄司氏は下総結城氏を頼って落ちのび、所領である田村荘は没収された。